# Островонс (Куявсько-Поморське воєводство)
Островонс (пол. Ostrowąs) — село в Польщі, у гміні Александрув-Куявський Александровського повіту Куявсько-Поморського воєводства.
Населення — 410 осіб (2011).
У 1975-1998 роках село належало до Влоцлавського воєводства.

## Демографія
Демографічна структура станом на 31 березня 2011 року:
|          | Загалом | Допрацездатний вік | Працездатний вік | Постпрацездатний вік |
| -------- | ------- | ------------------ | ---------------- | -------------------- |
| Чоловіки | 199     | 51                 | 127              | 21                   |
| Жінки    | 211     | 42                 | 122              | 47                   |
| Разом    | 410     | 93                 | 249              | 68                   |